# Всеобщие выборы в Сьерра-Леоне (2007)
Всеобщие выборы в Сьерра-Леоне проходили 11 августа (парламентские и 1-й тур президентских) и 8 сентября (2-й тур президентских) 2012 года. В 1-м туре президентских выборов участвовало 7 кандидатов. Так как ни один из них не получил в 1-м туре 55 % голосов, был назначен 2-й тур. В результате Эрнест Бай Корома получил 54,6 % голосов и был избран президентом.
В парламентских выборах участвовало 566 кандидатов, которые претендовали на 112 мест парламента. Выборы проходили по системе относительного большинства в отличие от предыдущих выборов, проводившихся по пропорциональной избирательной системе. Остальные 12 депутатов парламента были избраны в отдельных выборах традиционными вождями как представители округов, которые, как правило, рассматривались союзниками Народной партии.

## Результаты

### Президентские выборы
| Кандидат                                                                                   | Партия                                        | 1-й тур   | 1-й тур | 2-й тур   | 2-й тур |
| Кандидат                                                                                   | Партия                                        | Голоса    | %       | Голоса    | %       |
| ------------------------------------------------------------------------------------------ | --------------------------------------------- | --------- | ------- | --------- | ------- |
| Эрнест Бай Корома                                                                          | Всенародный конгресс                          | 815 523   | 44,34   | 950 407   | 54,62   |
| Соломон Берева                                                                             | Народная партия Сьерра-Леоне                  | 704 012   | 38,28   | 789 651   | 45,38   |
| Чарльз Френсис Маргаи                                                                      | Народное движение за демократические перемены | 255 499   | 13,89   |           |         |
| Эндрю Тюраи                                                                                | Конвеционная демократическая партия           | 28 610    | 1,56    |           |         |
| Амаду Джаллох                                                                              | Национальный демократический альянс           | 17 748    | 0,96    |           |         |
| Канде Баба Конте                                                                           | Партия мира и освобождения                    | 10 556    | 0,57    |           |         |
| Абдул Кады Карим                                                                           | Объединённая национальная народная партия     | 7260      | 0,39    |           |         |
| Всего (Явка 75,8 %)                                                                        | Всего (Явка 75,8 %)                           | 1 839 208 | 100     | 1 740 058 | 100     |
| Источник: National Electoral Commission (1-й тур), National Electoral Commission (2-й тур) |                                               |           |         |           |         |

### Парламентские выборы
| Партия                                                         | Голоса    | %     | Места |
| -------------------------------------------------------------- | --------- | ----- | ----- |
| Всенародный конгресс                                           | 728 898   | 40,73 | 59    |
| Народная партия Сьерра-Леоне                                   | 707 608   | 39,54 | 43    |
| Народное движение за демократические перемены                  | 275 435   | 15,39 | 10    |
| Национальный демократический альянс                            | 31 388    | 1,75  | 0     |
| Конвеционная демократическая партия                            | 15 303    | 0,86  | 0     |
| Объединённая национальная народная партия                      | 14 078    | 0,79  | 0     |
| Партия мира и освобождения                                     | 6752      | 0,38  | 0     |
| Независимые                                                    | 10 127    | 0,57  | 0     |
| Традиционные вожди                                             | -         | -     | 12    |
| Всего                                                          | 1 789 589 | 100   | 124   |
| Недействительные бюллетени (8,94 % от общего числа бюллетеней) | 175 606   | -     | -     |
| Источник: seats, votes per constituency)                       |           |       |       |